# Ordonnance restrictive
L'ordonnance restrictive, aussi appelée injonction restrictive, injonction d'éloignement ou ordonnance de protection, est une mesure initialement spécifique au droit des États-Unis et du Canada, et adoptée en 2012 par 86 pays dans le monde, dont la France. C'est un ordre juridique émis par un tribunal qui oblige une personne à cesser de nuire à une autre personne ou à rester éloignée d'elle par mesure de prévention. Les modalités varient en fonction des États. Les lois qui encadrent l'ordonnance restrictive définissent la nature de la protection dont peut bénéficier la victime, l'aide qui peut être mise en place et les modalités d'application.

## Canada
Dans le Code criminel canadien, l'ordonnance restrictive est prévue à l'article 810  C.cr., où elle porte le nom d'« engagement de ne pas troubler l'ordre public ». Même en l'absence d'infraction criminelle, une personne qui croit raisonnablement qu'elle risque d'être victime de blessures physiques ou d'atteintes à ses biens de la part d'un individu jugé dangereux (souvent un ex-conjoint) peut déposer une demande au tribunal pour que l'individu menaçant soit obligé de signer un engagement et d'être soumis à des conditions de bon comportement pendant une période de douze mois. Par exemple, il peut être soumis à l'interdiction de consommer des drogues, être tenu de fournir un échantillon de substance corporelle, se voir interdit de se trouver dans un rayon où se trouve la personne qui a déposé la plainte, en plus de faire face à l'interdiction de communiquer directement ou indirectement avec la personne  pour qui la dénonciation a été déposée. En cas de violation de l'engagement, l'individu commet l'équivalent d'une infraction criminelle. 

« Crainte de blessures, de dommages ou de commission de l’infraction visée à l’article 162.1
810 (1) Peut déposer une dénonciation devant un juge de paix ou la faire déposer par une autre personne, la personne qui craint, pour des motifs raisonnables, qu’une autre personne :
a) soit ne lui cause ou cause à son enfant ou à son partenaire intime des lésions personnelles ou n’endommage sa propriété;
b) soit ne commette l’infraction visée à l’article 162.1. »

## États-Unis
Aux États-Unis, l'ordonnance restrictive permet à un juge d'obliger un agresseur à ne plus blesser, ni menacer sa victime (cease abuse provisions). La plupart des ordonnances restrictives émises dans les différents États interdisent également à l'agresseur de s'approcher de la victime, de son domicile, de son travail ou de son école (stay away provisions).
Le juge peut interdire toutes les formes de contact telles que téléphone, SMS, lettres, fax, e-mail, messages délivrés par l'intermédiaire d'une autre personne, livraison de fleurs ou cadeaux  (no contact provisions). L'ordonnance restrictive permet aussi aux juges de demander à l'agresseur de se séparer des armes à feu et munitions qu'il possède (relinquish firearms provisions), de participer à un programme de traitement spécifique (pour lutter contre l'alcoolisme et la drogue)  ou d'effectuer régulièrement des tests de dépistage de drogue.
Le juge peut également prendre des décisions relatives à la protection des enfants dans le but d'assurer leur sécurité (custody, visitation and child support provisions). Ainsi, une ordonnance restrictive peut obliger l'agresseur à rester éloigné ou n'avoir aucun contact avec le médecin de l'enfant, sa nourrice, son école ou toute autre activité qui le concerne.  
L'ordonnance restrictive permet également aux juges d'obliger l'agresseur à soutenir financièrement sa famille. Ainsi, un juge peut réclamer à l'agresseur le paiement d'une pension alimentaire à son enfant ou l'obliger à continuer d'effectuer les paiements hypothécaires dans le cas où la maison appartient à l'agresseur et à la victime (support provisions). Un juge peut également attribuer l'usage exclusif d'un bien (maison ou voiture) à la victime, lorsqu'elle le partage avec l'agresseur  (exclusive use provisions)  ou obliger de réparer les dommages physiques et matériels causés par l'agression (restitution provisions).

## France
La procédure d'ordonnance de protection a été introduite dans le code civil par la loi du 9 juillet 2010 relative aux violences faites spécifiquement aux femmes, codifié aux articles 515-9 et suivants du Code Civil. Ces nouvelles règles sont applicables à tous les couples (mariés, concubins, pacsés) ou pour des personnes séparées, qui ont été mariées, concubins ou pacsés.
L'ordonnance doit être demandée par la victime de violences au juge aux affaires familiales (JAF) du tribunal du lieu de résidence du couple.
Il faut être en mesure de produire des éléments de preuve significatifs : une plainte, des certificats médicaux, des attestations de l’entourage, ou d’associations et de services sociaux. Une simple main courante n’est pas un élément de preuve suffisant.
Nécessitant une audience de la personne contre qui est demandée l'ordonnance (conjoint, ex-époux ou concubin, ancien partenaire d'un PACS), elle comporte plusieurs mesures possibles : interdiction de recevoir et rencontrer des personnes désignées, instauration d'une résidence séparée des époux en précisant lequel des deux continuera à résider dans le logement conjugal et statut sur les modalités de prise en charge des frais afférents à ce logement, attribution de la jouissance du logement ou de la résidence du couple au partenaire ou au concubin qui n’est pas l’auteur des violences, interdiction du port d'une arme à feu. En cas d'expulsion du conjoint ou partenaire auteur des actes de violence, celui-ci peut l'être de façon immédiate, sans préavis. Ces décisions peuvent être assorties de mesures statuant sur l'organisation pratique et financière de la séparation (autorité parentale, contributions aux charges). Ces mesures sont prononcées pour une durée maximum de 12 mois, pouvant être  prolongées en cas de procédure de divorce ou de séparation de corps. Le non-respect des mesures prises est un délit pénal (art. 227-4-2 CP) puni d’une peine de 2 ans d’emprisonnement et de 15 000 euros d’amende.

## Efficacité
Il est difficile pour les professionnels d'apprécier l'efficacité de l'ordonnance restrictive à empêcher le harcèlement et les agressions. En 2010, le Journal of the American Academy of Psychiatry and the law a publié une enquête réalisée dans quinze États américains sur l'efficacité des ordonnances restrictives. Cette étude montre que, sans résoudre tous les problèmes, l'ordonnance restrictive joue un rôle indispensable dans la gestion des menaces. Mais cela n'a pas toujours été le cas.
En effet, en 2002, une étude réalisée par Brian Spitzberg dans 32 États américains a montré que les ordonnances restrictives sont violées dans 40 % des cas. Les preuves de l'efficacité de l'ordonnance restrictive manquent et l'auteur de l'étude pense même que cette injonction peut représenter un risque. Déjà en 1998, un sondage réalisé aux États-Unis révélait que dans 68 % des cas, l'ordonnance était violée par l'agresseur (enquête hommes et femmes confondus).
En 2005, pour l'Independant Women's forum, il est dangereux de présenter l'ordonnance restrictive comme un remède contre les violences faites aux femmes. Cette injonction serait insuffisante et présenterait même le risque de leurrer les femmes en leur donnant un faux sentiment de sécurité. Le Independant Women's forum considère que l'ordonnance restrictive risque d'aggraver les tensions dans une relation violente entre une femme et son ancien partenaire par exemple.
En 1995, une étude menée par le tribunal du Massachusetts a révélé que plus de la moitié des ordonnances restrictives émises dans L’État étaient basées sur un sentiment de peur ou une détresse émotionnelle et non à cause de violences réelles ou imminentes.

## Dans la fiction
L'ordonnance restrictive est souvent utilisée dans les fictions (films, séries télévisées, bandes dessinées…) pour créer un effet dramatique ou comique. 
On la retrouve notamment dans le film 58 minutes pour vivre, dans lequel le journaliste qu'Holly a frappé obtient une ordonnance restrictive contre elle. 
Dans Gone Girl, la manipulatrice Amy Dunne a obtenu une ordonnance restrictive à l'encontre de son ancien amoureux Desi Collings qu'elle recontacte et assassine.
Les Simpson : dans l'épisode Qui s'y frotte s'y pique (Les Simpson), Lisa obtient une ordonnance restrictive contre son frère Bart, qui la harcèle de ses farces. Elle le tiendra à distance requise grâce à une canne à pêche au bout de laquelle est attaché un tournevis, et la mesure sera efficace. 
Dans l'épisode Les Ailes du délire, le juge Snyder ordonne que la Science n'approche pas la Religion à moins de 500 yards.